# Nicolò Malermi
Œuvres principales
Bible Malermi

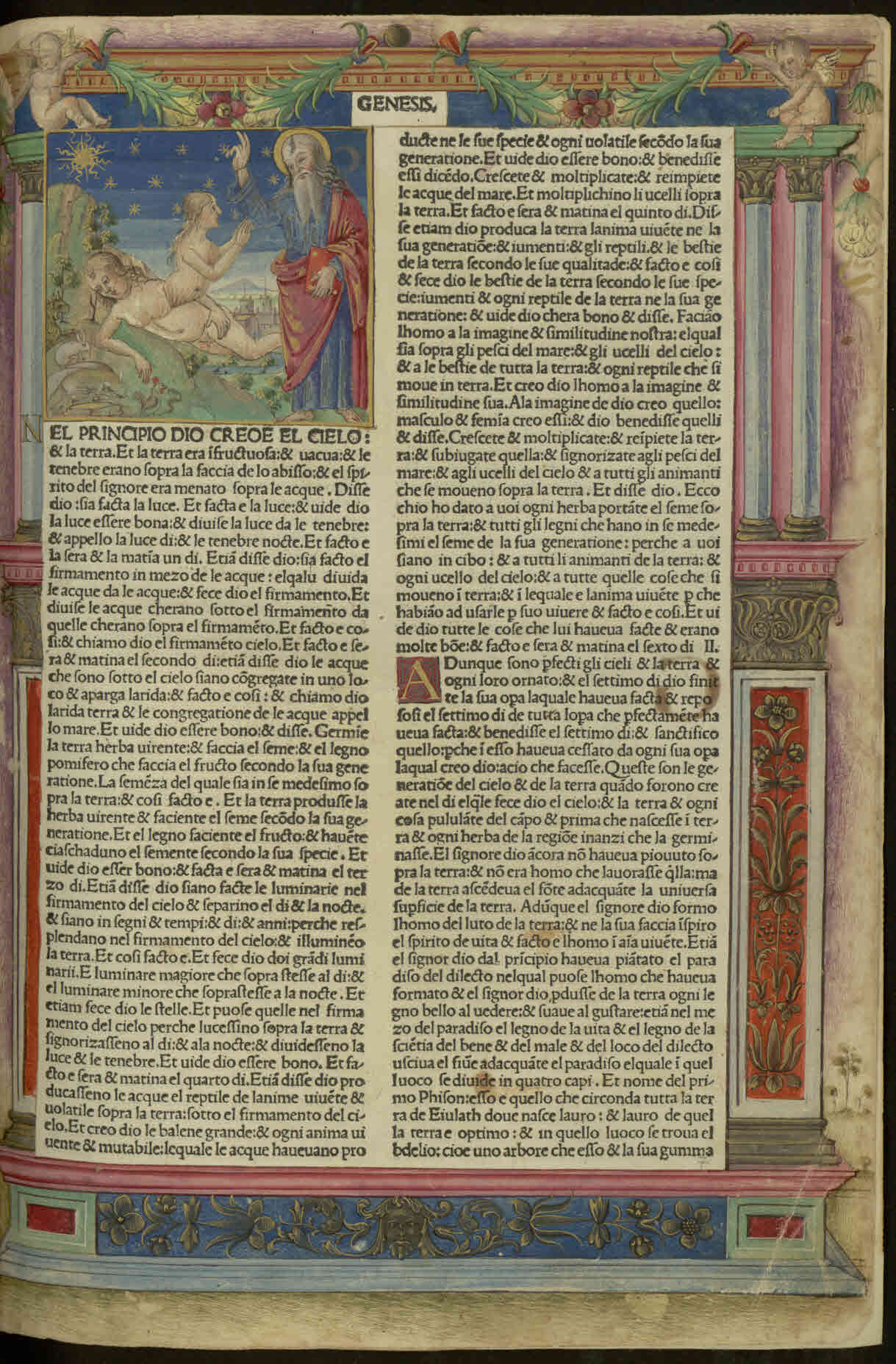
Page de la Bible Malermi, édition 1487.

Nicolò Malermi (ou Malerbi, ou Manerbi ; vers 1422 - 1481) est un érudit bibliste italien et moine chrétien, appartenant à l'ordre des Camaldules, auteur de la première traduction italienne imprimée de la Bible, appelée Bible Malermi ou Bible malermienne, en 1471. 

## Biographie
Malermi nait dans la république de Venise vers 1422. Il rejoint l'ordre bénédictin des camaldules vers 1470, assez tard dans sa vie, alors qu'il a environ 48 ans. L'année suivante, il traduit la Bible en italien, dans l'ermitage de San Matteo, sur une petite île près de Murano dans la lagune de Venise. En 1477, il est nommé abbé au monastère camaldule de San Michele di Lemo, situé entre les villes de Poreč (Parenzo) et Rovinj (Rovigno), en Istrie, dans l'actuelle Croatie, une région alors sous domination vénitienne. Le monastère avait été placé sous la primauté de San Michele in Isola en 1394. L'année suivante, il devient supérieur de San Mattia à Murano. Il écrit une Historia (aujourd'hui perdue) du monastère de Murano et, en italien, une Vie de tous les Saints publiée à Venise en 1475 ; certaines biographies sont l'œuvre de Malermi lui-même, d'autres sont écrites en collaboration avec le florentin Girolamo Squarciafico.
En 1480, Malermi vit dans le monastère camaldule in Classe, près de Ravenne, une ville historiquement importante sur la côte Adriatique italienne qui est également contrôlée par Venise. L'année suivante, en 1481, l'année de sa mort, il retourne à Venise et devient le supérieur de San Michele in Isola sur l'île de San Michele,.
Malermi est connu pour sa traduction de la Bible, appelée Bible Malermi ou Bible malermienne, qui comprend des livres deutérocanoniques de l'Ancien Testament. C'est la première traduction imprimée de la Bible en italien, basée sur le texte latin, et publiée par le typographe Vindelino da Spira en 1471. L'auteur et ses collaborateurs, Lorenzo da Venezia et Girolamo Squarciafico, achèvent la traduction en huit mois, dans certains cas en utilisant et en adaptant d'un point de vue stylistique, certaines traductions antérieures du XIVe siècle, souvent au détriment de la qualité littéraire de l'œuvre. L'ouvrage connait un grand succès et, le Pape Paul IV ayant interdit toute nouvelle traduction en langue vernaculaire en 1559, il reste pendant deux siècles la seule édition catholique autorisée de la Bible italienne jusqu'à la publication à la fin du XVIIIe siècle, de la Bible par l'archevêque de Florence Antonio Martini.
Un portrait du XVIIIe siècle de Malermi, où il porte la mozzetta blanche typique des Camaldules, se trouve à la Biblioteca Classense de Ravenne .
Il existe une version numérique de sa Bible, de l'édition de 1490 de Venise, conservée à la Bodleian Library, à Oxford en Angleterre (Douce 244 ): Malermi Bible 1490 Venice . Il s'agit d'une édition illustrée qui contient une gravure sur bois du traducteur au travail dans sa cellule (cadre 18).
La recherche récente (Charles Hope, 1987 ; Hatfield, 1991) montre que pour la réalisation de plusieurs médaillons du plafond de la chapelle Sixtine, Michel-Ange est parti des gravures sur bois des éditions de 1490 et 1493 de la traduction italienne de la Bible par Malermi.